# Corydalis humosa
Corydalis humosa är en vallmoväxtart som beskrevs av Hisao Migo. Corydalis humosa ingår i släktet nunneörter, och familjen vallmoväxter. Inga underarter finns listade i Catalogue of Life.